# Иркутская чаеразвесочная фабрика
Ирку́тская чаеразве́сочная фа́брика — одна из крупнейших чаеразвесочных фабрик в СССР, которая работала с 1932 по 1996 год. Находилась в Иркутске на улице Сурикова.

## История создания
Фабрика основана в 1932 году. Первоначальное название — Иркутская чаепрессовочная фабрика. В первый год работы было выпущено 120 тонн байхового чая. В 1950-е годы объем продукции фабрики равнялся половине всего чая, произведенного в СССР.
Фабрика напрямую работала с Индией, Китаем, Цейлоном.
С 1932 по 1985 год фабрикой руководил директор Георгий Олимпиевич Девятко.
В 1996 году фабрика прекратила свою деятельность.
В настоящее время на месте фабрики построен элитный жилой комплекс «Corso Residence» .

## Награды
- Переходящее Красное знамя.
- Орден «Знак Почёта».

## Память
- Один из четырёх разделов Иркутского музея чая посвящён Иркутской чаеразвесочной фабрике[3].

## Отражение в культуре
- Поэт Марк Сергеев посвятил предприятию стихотворение «На Иркутской чаепрессовочной фабрике»[4].
- Предприятию посвящена песня Юрия (Otto) Толмачёва «На Иркутской чаеразвесочной фабрике».

## Интересные факты
- Иркутская чаеразвесочная фабрика — единственная чаеразвесочная фабрика в РСФСР, расположенная за Уралом.
- На Иркутской чаеразвесочной фабрике был придуман известный советский «бренд» — чай «со слоном»[5].
- Социолог Вячеслав Майер, занимавшийся изучением тюремно-уголовного мира, отмечал[6], что лучшая ферментация чая производится на Иркутской чаеразвесочной фабрике.
- В сквере около фабрики был установлен её символ — чайник (выше человеческого роста) с чашкой, блюдцем и пачкой грузинского чая[7].